# Arheološki park San Agustín
Arheološki park San Agustín nalazi se u gradu San Agustín u Kolumbiji. Osnovan je kako bi se zaštitili njegovi spomenici, A 1995. godine je upisan na UNESCO-ov popis mjesta svjetske baštine u Amerikama zbog "najveće koncentracije vjerskih spomenika i megalitskih skulptura u Južnoj Americi, smještenih u spektakularnom krajoliku".

## Odlike
Velik dio ovog područja je bogat arheološki krajolik s dokazima drevnih putova, granica polja, odvodnih jaraka i umjetnih platformi, kao i brojnih nadgrobnih spomenika. To je sveta zemlja, mjesto hodočašća i štovanja predaka. Ovi arhajski stražari, neki viši od 4 m i teški po nekoliko tona, isklesani su od vulkanskog tufa i andezita i pretpostavlja se kako su imale sepulkralnu (grobnu) ulogu. Neki su zaštićeni pogrebnim sobama, monolitnim sarkofazima i ukopima, a predstavljaju božanstva s prijetećim licima, mitske ratnike naoružane s palicama, okruglih očiju i jaguarskih zuba.
Glavna skupina arheoloških spomenika su Las Mesitas (umjetni humci, terase, nadgrobni spomenici i kameni kipovi), te Fuente de Lavapatas (vjerski spomenik isklesan u kamenom koritu na izvoru potoka) i Bosque de las Estatuas (tj. "Šuma skulptura", primjeri kamenih kipova iz cijele regije).
Najstariji opis ovog arheološkog lokaliteta je onaj kapucinskog monaha Juana de Santa Gertrudisa u njegovj knjizi "Prirodna čudesa" iz 1756. godine. No, znanstvena istraživanja na ovom području su počela tek 1914. godine pod vodstvom njemačkog profesora Konrada Theodora Preussa, a najtemeljitije ih je istražio Gerardo Reichel-Dolmatoff (1966.).
Znanstvenici se ne mogu složiti oko datiranja lokaliteta jer iako većina pretpostavlja kako su spomenici nastali od 1. do 8. stoljeća, neki zastupaju mišljenje kako su stari čak 13.000 godina, dok drugi smatraju kako su nastali netom prije Španjolskog osvajanja. Njihovi stvaratelji nisu ostavili pisanih spomenika, a misterij produbljuju prikazi životinja kojih nema u Americi, kao što su gorile i slonovi iz Afrike, dok neki ljudski likovi na glavama nose turbane.
- Isklesano korito potoka Lavapatas
- Antropomorfna skulptura u parku San Augustin
- Zoomorfna skulptura
- Idol trudnoće unutar dolmena
- Dolmeni grobnice u San Augustinu

## Vanjske poveznice
- San Agustín na stranicama ICANH-a (šp.)
- Virtualni obilazak parka
- Información de los sitios arqueológicos y turísticos de San Agustín  Arhivirana inačica izvorne stranice od 18. siječnja 2012. (Wayback Machine) (šp.)
- The forgotten gods of San Agustin (engl.)